# Soziedad Alkohólika
Soziedad Alkohólika, souvent abrégé S.A., est un groupe de thrash metal basque, originaire de Vitoria. Le style musical du groupe est considéré comme thrash metal et punk hardcore. Dans leurs paroles, ils militent contre le militarisme, le fascisme,  le racisme et le sexisme, entre autres.

## Biographie
Soziedad Alkohólika est formé en 1988 à Vitoria, avec Juan au chant, Jimmy (ex-Hipólito y Los cafres) et Oskar à la guitare, Roberto (ex-Ley Seca) à la batterie, et Iñaki à la basse. À l'origine, le groupe se forme sous le nom de Amonal. En 1990, Oskar quitte le groupe, qui recrute Pedro, qui quitte le groupe en 1997 et est remplacé par Jabi (ex-Beer Mosh) qui se consacrera à la création de leur label, Mil a Gritos Records. Quelques années plus tard, il est remplacé par Inigo. À la fin 1996, Pirulo (Vitu's Dance) remplace Inaki à la basse. L'album Ratas (1995) est certifié disque d'or pour plus de 50 000 exemplaires vendus en Espagne.
En décembre 2006 sort leur DVD, intitulé Corrosiva!, qui reste plusieurs semaines parmi les meilleures ventes en Espagne, devenant deuxième dans la liste officielle des ventes Promusicae. Près de cinq ans après la sortie de leur dernier album, à la fin 2007, le groupe commence à enregistrer un nouvel album. Ainsi, le 21 avril 2008, ils sortent l'album intitulé Mala sangre ; il est enregistré aux studios Uno de Madrid entre octobre et novembre 2007, et mixé par Tue Madsen en début février au Danemark. Le groupe signe ensuite un partenariat international avec le label Roadrunner Records. Leur album fait participer João Gordo, du groupe punk hardcore brésilien Ratos de Porão (sur la chanson Dios vs. Alá) et le groupe de rap espagnol Violadores del Verso (sur Política del miedo (Rap Solo remix)).
En août 2009, le groupe annonce le départ de Javi trois ans après son arrivée pour se consacrer à un autre groupe, Clockwork. Désormais en trio, le groupe commence à travailler sur son album éponyme. En novembre 2009 sort l'album Sesión#2 chez Roadrunner Records. 
Le 29 novembre 2011 sort l'album Cadenas de odio, enregistré pendant cette même année. Le mastering est effectué par Tue Madsen. Il fait participer Carlos (Non Servium) et d'autres groupes comme The Eyes, Crisix et Moksha aux chœurs dans certains chansons. Les thèmes vont de la politique, la corruption à la monarchie. L'album est autoproduit, après leur départ de Roadrunner Records.
À la fin 2012, Roberto, leur batteur, se retire du groupe à cause d'une blessure à l'épaule. Après différents traitements, et voyant que la convalescence sera plus longue que prévu, il quitte définitivement Soziedad Alkoholika en août 2014. En parallèle, le batteur Alfred Berengena rejoint temporairement le groupe, puis devient batteur officiel après le départ de Roberto.
En 2017 sort un nouvel album, Sistema antisocial, enregistré aux Gardelegi Studios, Your Sound Recording Studio et au Antfarm Studio ; il est masterisé par Tue Madsen, et produit par Jimmy SA.

## Discographie
- 1990 : Intoxikazión etílika (démo)
- 1991 : Soziedad Alkoholika
- 1992 : Feliz Falsedad EP (EP)
- 1993 : Y ese que tanto habla, está totalmente hueco, ya sabéis que el cántaro vacío es el que más suena
- 1995 : Ratas
- 1996 : Diversiones...?
- 1997 : No intente hacer esto en su casa
- 1999 : Directo
- 2000 : Polvo en los ojos
- 2003 : Tiempos oscuros
- 2008 : Mala sangre
- 2009 : Sesion#2
- 2011 : Cadenas de odio
- 2013 : Caucho ardiendo (EP)
- 2017 : Sistema antisocial

## Membres

### Membres actuels
- Juan - chant (depuis 1988)
- Jimmy - guitare (depuis 1988)
- Iñigo - guitare (depuis 2009)
- Pirulo - basse (depuis 1996)
- Alfred Berengena - batterie (depuis 2014)

### Anciens membres
- Oskar - guitare (1988–1990)
- Pedro - guitare (1990–1997)
- Javi - guitare (1998–2009)
- Iñaki - basse (1988–1996)
- Roberto - batterie (1988–2014)